# Tick-borne encephalitis
Unter dem englischsprachigen Begriff tick-borne encephalitis werden in der Medizin verschiedene, durch Zecken (engl. tick) übertragene und durch Viren ausgelöste Gehirnentzündungen (Enzephalitiden) zusammengefasst:
- Frühsommer-Meningoenzephalitis
- Russische Frühsommer-Enzephalitis
- Louping-ill-Krankheit
- Powassan-Enzephalitis
- Westliche Pferdeenzephalomyelitis